# 유수 (무안후)
유수(劉㥅, ? ~ ?)는 전한 말기의 제후로, 초사왕의 아들이다.

## 행적
건평 4년(기원전 3년), 무안후(武安侯)에 봉해졌다.
원수 2년(기원전 1년), 사람을 시켜 종을 죽인 죄로 작위가 박탈되었다. 원시 원년(1년)에 다시 봉해졌으나, 7년 후 작위가 박탈되었다.

## 출전
- 반고, 《한서》 권15하 왕자후표 下